# Cimetière militaire d'Ingoyghem
Le cimetière militaire d'Ingoyghem (en anglais : Ingoyghem Military Cemetery) est un cimetière militaire britannique où sont enterrés des morts de la Première et de la Seconde Guerre mondiale, situé dans le village belge d'Ingoyghem, une section d'Anseghem. Le cimetière a été conçu par William Cowlishaw et est situé dans la Pastoor Verrieststraat, à 230 m au nord de l'église Saint-Antoine. Il a un plan triangulaire et est entouré d'un muret de briques. La Croix du Sacrifice se dresse contre le mur nord-est. Le cimetière est entretenu par la Commonwealth War Graves Commission.

## Histoire
Le cimetière a été construit par les troupes allemandes qui ont occupé cette zone pendant presque toute la guerre. Le village est libéré le 25 octobre 1918 par la 9th (Scottish) Division.
145 morts y sont commémorés. Parmi ceux-ci, 85 sont des Britanniques (dont 31 non identifiés), 3 Canadiens et 54 Allemands (dont seulement 3 ont pu être identifiés) de la Première Guerre mondiale. Presque toutes les victimes du Commonwealth ont été tuées en octobre 1918 lors de l'offensive finale alliée. Cinq d'entre eux sont commémorés par des mémoriaux spéciaux parce que leurs tombes n'ont pas été retrouvées et seraient sous des pierres tombales sans nom.
Il y a aussi 3 Britanniques tombés de la Seconde Guerre mondiale, dont 1 non identifié. Ils sont morts lors de la bataille de la Lys en mai 1940.

## Soldats distingués
- Le soldat R. Shackleton et le sergent Edward Young ont reçu la Médaille de conduite distinguée (DCM). Ce dernier a également reçu la Médaille militaire (MM).
- Le caporal A. Cathro, l'artilleur S. Hutchinson et le soldat F. Lane ont reçu la Médaille militaire (MM).

Ce cimetière a été protégé en tant que monument en 2009.